# Stara Gradiška
Stara (vieja) Gradiška es un municipio del Condado Brod-Posavina de 913 habitantes y a 135 km al sudeste de Zagreb e inmediatamente al sur del control froterizo Stara / Bosanska Gradiška. El municipio lleva el nombre de su localidad más grande.    
La localidad se encuentra ubicada al margen izquierdo del rio Sava, inmediatamente al oeste del puente y paso internacional que la une con Bosanska Gradiška (Bosnia y Herzegovina). Es sede administrativa municipal.   
El asentamiento de Stara Gradiška coincide con un antiguo fuerte, por lo que contiene distintas ruinas, entre las que se destacan una antigua cavalliere y una prisión abandonada.    
La primera mención conocida al nombre Gradiška es de 1295. En los documentos del siglo XVIII, el asentamiento en el lado eslavo se lo llamaba como Gradiscia, y el de la derecha (bosnio) como Gradiscia Turciacum (Gradiška Turca). Después de la fundación de Nova Gradiška en 1748 (unos veinte kilómetros al noreste), el nombre de Stara Gradiška se usó para el asentamiento en la costa norte, mientras que la aldea en el lado bosnio perteneciente al Imperio Otomano fue llamada Berbir por la nueva fortaleza. Este nombre se mantuvo hasta 1882, cuando Berbir se convirtió oficialmente en Bosanska Gradiška.

## Asentamientos
Los asentamientos incluidos en la municipalidad de Stara Gradiška son:
| Asentamiento | 1857 | 1869 | 1880 | 1890 | 1900 | 1910 | 1921 | 1931 | 1948 | 1953 | 1961 | 1971 | 1981 | 1991 | 2001 | 2011 | 2021 |
| ------------ | ---- | ---- | ---- | ---- | ---- | ---- | ---- | ---- | ---- | ---- | ---- | ---- | ---- | ---- | ---- | ---- | ---- |
| Donji Varoš  | 861  | 947  | 894  | 874  | 774  | 788  | 701  | 777  | 603  | 585  | 535  | 502  | 487  | 484  | 298  | 284  | 214  |
| Gornji Varoš | 587  | 735  | 767  | 860  | 916  | 974  | 814  | 760  | 744  | 735  | 627  | 535  | 410  | 395  | 393  | 253  | 186  |
| Gređani      | 562  | 717  | 730  | 833  | 796  | 928  | 912  | 979  | 863  | 874  | 783  | 763  | 602  | 516  | 248  | 173  | 105  |
| Novi Varoš   | 248  | 316  | 325  | 398  | 401  | 509  | 525  | 466  | 410  | 512  | 455  | 381  | 353  | 318  | 181  | 198  | 113  |
| Pivare       | -    | -    | -    | -    | 135  | 143  | 150  | 130  | 155  | 141  | 143  | 117  | 65   | 46   | 23   | 19   | 20   |
| St. Gradiška | 29   | 132  | 137  | 66   | 68   | 109  | 71   | 674  | 244  | 268  | 668  | 490  | 537  | 592  | 542  | 325  | 206  |
| Uskoci       | 363  | 433  | 666  | 435  | 404  | 363  | 296  | 303  | 251  | 334  | 237  | 212  | 179  | 180  | 132  | 100  | 69   |
| Tot. mun.    | 2650 | 3280 | 3519 | 3466 | 3494 | 3814 | 3469 | 4090 | 3270 | 3449 | 3448 | 3000 | 2633 | 2531 | 1717 | 1346 | 913  |

## Demografía
La composición étnica de la municipalidad es la que sigue:
|      | Croata | Bosniaco | Húngaros | Roma | Rumano | Ruso | Esloveno | Serbio | Italiano | Otros | Declara religión | No declarado | Yugoslavo | Total |
| ---- | ------ | -------- | -------- | ---- | ------ | ---- | -------- | ------ | -------- | ----- | ---------------- | ------------ | --------- | ----- |
| 1991 | 1177   | 41       | -        | -    | -      | -    | -        | 1038   | -        | 111   | -                | -            | 164       | 2531  |
| 2001 | 1428   | 2        | 2        | 1    | -      | 1    | -        | 247    | 1        | 14    | 18               | 3            | -         | 1717  |
| 2011 | 1134   | 4        | -        | 2    | 1      | -    | 1        | 197    | 1        | 3     | 16               | 4            | -         | 1363  |
| 2021 |        |          |          |      |        |      |          |        |          |       |                  |              |           | 913   |

Observaciones: en el año 1991 la municipalidad no existía como tal. Las estadísticas se logran por la sumatoria de los asentamientos.

## Historia de la localidad de Stara Gradiška

### Orígenes
Los primeros registros de asentamientos humanos en esta área pertenecen a Servitium cerca de Stara Gradiška. Aunque, según Tabula Peutingerian, este asentamiento estaba ubicado en la orilla derecha, los restos de esta antigua localidad se encontraron en el bosque de Prašnik. Estaba situado en la carretera que conducía desde Sisak hacia el este y tenía el papel de un puesto secundario y una estación de relevo utilizado para cambiar caballos o equipos. La actual ruta Stara Gradiška - Okučani - Bijela Stijene se encuentra sobre los caminos de aquel entonces.
Existen pocos datos de los alrededores de Stara Gradiška en el Medioevo. El nombre Gradiška se mencionó por primera vez en un documento de donación de 1295. El documento dice: "La reina madre de Tomas y el gobernante de Croacia donan a Tvrdislav y Blaž, el puerto del río Sava en Gradiška". En el año 1330, Gradiška se menciona como una ciudad libre - "villa libera". Su población y la de los alrededores se dedicaba a la cría de ganado, la pesca y el comercio. Aprovechando su posición geográfica en la frontera de las regiones Panonia y Dinarica y el hecho de que estaba conectado por camino con su interior (Bijala Stijena, Pakrac y los asentamientos de Pežeška Županija), Gradiška se desarrolló rápidamente desde una pequeña aldea pesquera y agrícola a un puerto y centro de comercio. Sin embargo, este desarrollo fue interrumpido abruptamente por el avance turco.
La importancia del cruce en Gradiška creció en un momento en que los turcos ocupaban casi todo el Reino de Bosnia. En ese momento, se construyó un puente de pontones, a través del cual el ejército real ayudaba a Jajce, la ciudad clave para defender a Bosnia. 
Cuando los turcos ocuparon el Jajce 1527, su ejército emergió en el río Sava. Ahora el paso se convirtió en un lugar clave para defender a Eslavonia. El gobernador otomano de Bosnia, Gazi Husrev-beg comenzó a construir un fuerte de madera en la orilla derecha. En el lado izquierdo, el castillo se fortificó con bastiones.

### Dominio turco
El julio de 1536, el ejército turco, bajo el mando del bosnio Husrev-beg, conquistó Gradiška y la mayoría de los asentamientos en el distrito de Požega. A partir de entonces, los otomanos tuvieron una importante presencia militar en Eslavonia Occidental. Gradiška se convirtió rápidamente en un importante asentamiento, mientras los otomanos se desarrollaban a ambos lados del río Sava.
Una gran parte de su población y la de sus alrededores escaparon de los invasores hacia el norte. Aparte de las consecuencias de la guerra, esta población fue diezmada por enfermedades contagiosas. Por estas razones, toda el área a lo largo del río Sava experimentó estancamiento económico y cambios culturales Sin embargo, Gradiška adquirió un nuevo significado estratégico y militar. Bajo el gobierno turco, este asentamiento fue fortificado, adoptó la arquitectura oriental y fue poblada por musulmanes, quienes fueron el grupo étnico dominante hasta la liberación de Eslavonia.
Durante la segunda mitad del siglo XVI y todo el siglo XVII, Gradiška se extendió como un todo urbano no dividido en las orillas derecha e izquierda del río Sava. Con el fin de establecer una cabeza de puente en el área recién conquistada, los turcos comenzaron a fortificar la ribera eslava del río Sava. Alrededor de 1600 la mayoría de los pobladores eran musulmanes. En 1655, Stara Gradiška tenía 1800 casas musulmanas y 200 cristianas y 8 mezquitas.
Tras las derrotas turcas en Viena y Sisak, comenzó la lucha por la liberación de Eslavonia. La fortaleza de Gradiška (en la margen izquierda del río) fue conquistada por Ljudevit Badenski en 1688 y toda la zona fue liberada finalmente en 1691.
De acuerdo a Tratado de Paz de Karlowitz firmado en 1699, el río Sava se convirtió en la frontera entre el imperio Otomano y el Austrohúngaro. Esto provocó nuevas migraciones de personas que fueron a Bosnia (musulmanes) y al asentamiento de croatas en varias etapas. La reconstrucción de la fortificación Gradiška que tuvo lugar entre 1725 y 1765.

### Vojna Krajina
Hasta mediados del siglo XVIII, toda la región de Eslavonia estaba bajo administración militar. En 1745, las partes del norte de Eslavonia se colocaron bajo administración civil y se organizaron en la recién formada corona de los Habsburgo, conocida como el Reino de Eslavonia. La parte del sur, que permanecieron bajo administración militar, se organizó en la Frontera Militar de Eslavonia. El sector estaba bajo la jurisdicción del Regimiento 8 de Nova Gradiška. En la orilla derecha del río Sava, el asentamiento continuó desarrollándose bajo el dominio turco, bajo el nombre de Berbir, (más tarde Bosanska Gradiška).
La antigua fortaleza fue demolida en 1762 y una nueva fortaleza fronteriza con casamatas fue erigida en su lugar en 1765. Durante la construcción de esta nueva fortaleza, la mayoría de la población fue desalojada y se establecieron las aldeas vecinas, Donja, Gornja y Nova Varoš. Al mismo tiempo, un nuevo cuartel comenzó a construirse en la fortaleza. Gradiška se convirtió en la sede del regimiento de infantería, que se celebrará más tarde en numerosas guerras austriacas durante los siglos XVIII y XIX. Cerca de Cernik se construyó una nueva sede de regimiento, que eventualmente se convertiría en un nuevo y moderno asentamiento y se llamaría Nova Gradiška.
La fortaleza comenzó a llamarse Stara Gradiška y se convirtió en una comuna militar con autogobierno limitado y bajo mando militar. Con el tiempo, la población civil desapareció por completo, y la última fue a los franciscanos que se mudaron a Cernik en 1787.
La fortaleza nueva tenía una planta con contornos regulares y consistía en tres calles paralelas al río Sava y cinco calles dibujadas verticalmente con 17 bloques regulares de casas. El diseño seguía el mismo patrón de otras fortalezas fronterizas militares croatas (Karlovac, Bjelovar). Las casas civiles se fueron retirando gradualmente del área requerida para construir terraplenes, movimientos de tierras y fosos. Al final de esta reconstrucción, la fortaleza Gradiška tenía siete bastiones con murallas extendidas y una torre angular. Se suponía que la guarnición contaría con 440 miembros en tiempos de paz.
Además de este trabajo de reconstrucción, en 1750 las autoridades militares establecieron un "cordón" o centinela en todos los asentamientos a lo largo del río Sava con 92 torres de vigilancia. Junto con el cordón, se fundaron estaciones de salud ("kontumaci") y la única estación dentro del distrito del regimiento de Gradiška estaba situada cerca de la fortificación.
La última batalla militar significativa en la zona con los turcos ocurrió en 1789 cuando se conquistó la fortificación Berbir, en la orilla bosnia del río Sava. Aunque el peligro de invasión por parte de los turcos había terminado, la Corte de Viena mantuvo el sistema de tierras fronterizas militares croatas, utilizando al ejército para proteger los intereses de la dinastía.

### Prisión
A partir de la captura de Bosanska Gradiška, la población comenzó a disminuir progresivamente pasando a ser solo una fortificación de 400 guardias fronterizos. En 1878, con la ocupación de Bosnia y Herzegovina por parte del Imperio Austrohúngaro, la fortificación perdió su utilidad por lo que quedó abandonada. Desde 1799 en adelante, cuando los prisioneros de guerra franceses fueron internados allí, Stara Gradiška se convirtió en prisión como parte del sistema legal del Imperio Austrohúngaro.
Luego de la Primera Guerra Mundial la prisión pasó a ser del recién formado Reino de los Serbios, Croatas y Eslovenos, en muchos casos, para presos políticos. En 1925, gran parte de la fortaleza fue demolida. Entonces los bastiones fueron destruidos, los fosos fueron tapados, los edificios antiguos fueron renovados y se construyeron nuevas estructuras. Por eso, todo el complejo perdió las características de la antigua fortaleza. Entre los edificios restantes de la fortaleza en Stara Gradiska domina el imponente volumen llamado "La Torre" (Kula), construido en la segunda mitad del siglo XVIII, que ha conservado su concepto y valor arquitectónicos originales así como parte del muro cortina (gran parte de la estructura será destruida en 1991).

### Estado Independiente de Croacia
El Estado Independiente de Croacia (NDH), entre 1941 y 1945, constituyó un sistema de campos de concentración en proximidades de Jasenovac. Éste estaba constituido por los siguientes campos:
- Campo I (Krapje),
- Campo II (Bročice),
- Campo III (Ciglana / Fábrica de ladrillos) en Jasenovac,
- Campo IV (Kožara / Curtiembre) en Jasenovac.
- Campo V (Stara Gradiška).

Según la página oficial recordativa del campo de concentración de Jasenovac, hasta finales de 1941, las autoridades Ustasha utilizaron la penitenciaría de Stara Gradiška como prisión y punto de reunión para el internamiento forzoso. El primer grupo de prisioneros, en su mayoría serbios y judíos, fue traído de Slavonski Brod, Bosanska y Nova Gradiška en mayo de 1941.
La Tercera Oficina del Servicio de Vigilancia Ustasha ordenó que la penitenciaría de Stara Gradiška se convirtiera en un campamento para la rehabilitación política de los presos croatas. Poco después, grupos de prisioneros hombres y mujeres fueron traídos de la prisión de Lepoglava, el campo de Danica y varias prisiones de Zagreb.
Según la Lista de nombres de las víctimas de Jasenovac, que incluye todas las investigaciones realizadas hasta el 31 de agosto de 2008, se confirmaron los nombres de 12.790 personas muertas en Stara Gradiška.

### Período posterior a la Segunda Guerra Mundial.
Con la derrota definitiva del NDH en mayo de 1945, las autoridades partisanas convirtieron a Stara Gradiška en un campo de prisioneros para Ustashas, Chetniks, nazis y fascistas. Durante este período, según los testimonios y recuerdos de los presos políticos sobrevivientes, alrededor de 280 sacerdotes católicos fueron asesinados o murieron como resultado de la tortura en Stara Gradiška.
Tras el levantamiento de la "Primavera croata" en 1971, el campamento se llenó de intelectuales, estudiantes y ciudadanos croatas.
El gobierno de la República de Croacia decretó la disolución del Centro de Rehabilitación Penitenciario de Stara Gradiška el 6 de febrero de 1991.

### Región Autónoma Serbia de Eslavonia Occidental
El conflicto interétnico que azotó a Croacia entre 1991 y 1995 se evidenció en la hoy municipalidad de Stara Gradiška en el segundo semestre de 1991. 
El 13 de agosto de 1991, miembros de la 329.ª Brigada Blindada del Ejército Popular Yugoslavo, cuyas fuerzas estaban adelantadas al área de Bosanska Gradiška, pidieron a la policía croata que despeje de obstáculos al puente sobre el río Sava. Los croatas condicionaron la apertura del puente al alejamiento de las tropas del JNA. Esa noche, miembros del Batallón 3 (Nova Gradiška) de la Brigada ZNG 108 ocuparon el antiguo edificio de la prisión de Stara Gradiška.
El 17 de agosto, la aviación yugoslava atacó la estación de policía de la localidad. Rápidamente, el ejido municipal fue ocupado por tropas del JNA provenientes del 5.° Cuerpo (Banja Luka) que colocó su puesto comando adelantado en Stara Gradiška. Novi Varoš y Gredani fueron muy dañadas en la ofensiva de agosto y septiembre. Ataques de mortero y una explosión masiva demolió la torre de la antigua prisión (Kula), monumento de la alta significación cultural, el 21 de agosto.
La prisión fue puesta nuevamente en funciones para encarcelar a croatas (civiles y combatientes) hasta aproximadamente mediados de 1992 y luego pasó a ser una prisión militar para delitos cometidos por las tropas serbias. Entonces, la prisión era un edificio único (al oeste del cavallier), de dos pisos, en forma de L, con aproximadamente 17 habitaciones. En la prisión, los detenidos eran torturados.
Luego de los combates y con la desmilitarización llevada a cabo a partir del Acuerdo de Sarajevo del 2 de enero de 1992, la localidad sirvió como puesto comando del 18 Cuerpo del Srpska Vojsta Krajina y de otras unidades pertenecientes a las fuerzas militares de la Republika Srpska Krajina. 
La evolución de las poblaciones en la Región Autónoma de Eslavonia Occidental de sus los alrededores fue la que sigue:
|                | 1991 (antes de la guerra) | 1991 (antes de la guerra) | 1991 (antes de la guerra) | Ene 95 (antes de Bljesak) | Ene 95 (antes de Bljesak) | Ene 95 (antes de Bljesak) | Luego de Bljesak (Jul 1995) | Luego de Bljesak (Jul 1995) | Luego de Bljesak (Jul 1995) |
| Total          | Croatas                   | Serbios                   | Total                     | Croatas                   | Serbios                   | Total                     | Croatas                     | Serbios                     |                             |
| Donji Varoš    | 484                       | 329                       | 33                        | 275                       | 30                        | 245                       | 68                          | 65                          | 2                           |
| Gornji Varoš   | 395                       | 379                       | 3                         | 96                        | 14                        | 82                        | 75                          | 75                          | 0                           |
| Gređani        | 516                       | 17                        | 488                       | 450                       | 0                         | 450                       | 60                          | 49                          | 11                          |
| Novi Varoš     | 318                       | 221                       | 57                        | Sd                        | Sd                        | Sd                        | 0                           | 0                           | 0                           |
| Pivare         | 46                        | 44                        | 0                         | Sd                        | Sd                        | Sd                        | 0                           | 0                           | 0                           |
| Stara Gradiška | 542                       | 50                        | 435                       | 430                       | 30                        | 400                       | 27                          | 25                          | 2                           |
| Uskoci         | 180                       | 137                       | 22                        | 54                        | 10                        | 44                        | 52                          | 48                          | 4                           |

### Evolución luego de laOperación Bljesak
Con la toma del sector por parte de los croatas en mayo de 1995, el centro de detención quedó cerrado y en desuso.
En la actualidad, Stara Gradiška y las partes restantes del fuerte forman una de las cuatro fortalezas de tipo cavalier en el territorio de la República de Croacia estando  catalogadas como un monumento cultural protegido. La Torre que forma parte de las murallas es un símbolo del sufrimiento de hombres, mujeres y niños en los campamentos Ustasha.

## Edificios característicos de Stara Gradiška
| Designación                  | Ubicación                     |
| ---------------------------- | ----------------------------- |
| Iglesia Sv. Mihovil Arkanđeo | 45° 9'0.23"N - 17°14'32.28"E  |
| Cavalliere                   | 45° 8'51.33"N - 17°14'38.44"E |
| Puerta                       | 45° 8'56.64"N - 17°14'31.40"E |
| Prisión 1991                 | 45° 8'54.50"N - 17°14'27.24"E |
| Antiguo Hospital             | 45° 8'52.61"N - 17°14'21.31"E |
| Fábrica                      | 45° 8'54.45"N - 17°14'18.47"E |
| Acceso principal             | 45° 8'57.60"N - 17°14'19.77"E |
| Control fronterizo           | 45° 9'3.69"N - 17°14'46.90"E  |